# Asesinato de Jessica Heeringa
Jessica Lynn Heeringa fue una joven estadounidense de 25 años que desapareció el 26 de abril de 2013 de la estación de servicio Exxon, donde trabajaba en el turno de noche, en el 1196 E Sternberg Rd. de la ciudad de Norton Shores, en el estado de Míchigan. En el momento de su desaparición estaba comprometida y era madre de un niño de tres años. En el lugar del aparente secuestro, los investigadores encontraron el vehículo y la chaqueta de Jessica, así como un paquete de cigarrillos y su bolso, que conservaba todavía dinero. También localizaron gotas de sangre fuera de la estación de servicio, que el posterior análisis de ADN llegó a una coincidencia positiva con Jessica. Además, se descubrieron partes de un arma de fuego cerca de los rastros de sangre.
En los próximos tres años y medio, un grupo de trabajo de 75 miembros, con 14 divisiones especializadas, tales como aviación, ciencias del comportamiento, servicios técnicos y análisis de inteligencia, de 15 agencias de aplicación de la ley locales, estatales y federales cumplieron con más de 12.000 horas de investigación, llegando a recibirse más de 1.400 llamadas con pistas y consejos de búsqueda para encauzar el caso; se ejecutaron 33 órdenes de búsqueda, 20 rastreos y órdenes para registrar domicilios, 12 búsquedas en tierra y otras 2 búsquedas en lagos.
Aunque nunca se han encontrado los restos de Heeringa, un par de primos suyos fueron juzgados y condenados en relación con su desaparición y presunto asesinato. En septiembre de 2016, un residente del municipio de Muskegon (Míchigan), llamado Jeffrey Willis y de 46 años, fue acusado del secuestro y asesinato de Jessica debido a la evidencia forense combinada con el testimonio de testigos oculares que lo implicaron. Willis fue declarado culpable del secuestro y asesinato de Heeringa, en ausencia del cuerpo, el 16 de mayo de 2018 y sentenciado a cadena perpetua un mes después.
El primo de Willis, Kevin Bluhm, se declaró culpable de mentir a los detectives tanto durante la investigación de Heeringa como durante la de un homicidio en 2014 (por el cual finalmente fue condenado); por este delito, fue sentenciado también a una pena de prisión. El 2 de noviembre de 2017, Willis fue declarado culpable del asesinato en 2014 de Rebekah Sue Bletsch; seis semanas después, recibió la sentencia obligatoria de cadena perpetua sin posibilidad de libertad condicional. También fue acusado del intento de secuestro de una chica de 16 años en 2016, así como de varios delitos de tenencia de pornografía infantil que se remontan a 2011 y fue considerado sospechoso del asesinato sin resolver de una joven de 15 años ocurrido en 1996.

## Desaparición

### Línea de tiempo
La siguiente línea temporal fue descrita en base a los testigos presenciales y testimonios policiales realizados durante la investigación y el posterior juicio del caso.
25 de abril de 2013
Una clienta que frecuentaba la estación de servicio ve a Heeringa trabajar hasta altas horas de la noche y le comenta que no debería estar sola a una hora tan tardía y que su novio al menos debería acompañarla. Informaría tiempo más tarde que un hombre escuchó la conversación de las mujeres e intervino diciendo: "Ella también tiene a sus clientes cuidándola", pero Heeringa "sacudió la cabeza y comenzó a temblar... como si un escalofrío le subiera por la columna vertebral o algo así". También llegaría a afirmar que Heeringa "no estaba como siempre, no parecía feliz" y que parecía que "algo estaba mal", por lo que estacionó fuera de la estación hasta que cerró. Ella observó al extraño hombre irse esa noche.
26 de abril de 2013
- 22:55 horas: Jessica realiza la última operación de su turno antes de proceder al cierre, la venta de un encendedor.[5]
- 23:00 horas: una gerente de Exxon y su esposo pasan por la gasolinera y se encuentran a un hombre actuando de manera sospechosa; le observan abrir y cerrar repetidamente la puerta trasera de su monovolumen plateado. Luego lo ven alejarse. Más tarde describirán al hombre, su comportamiento y su vehículo a la policía.[6]
- 23:02-23:05 horas: un Chrysler Town & Country plateado de 2005, coincidente con la descripción de la pareja, es captado por cámaras de vigilancia de otros tres negocios situados cerca de la estación de servicio.[6]
- 23:10 horas: un hombre se detiene en la estación e intenta repostar; al momento de pagar, al no poder encontrar a Heeringa en ninguna parte de la tienda, llama al 911.[6]
- 23:25 horas: la policía llega a la estación de servicio. Además de las pertenencias de Heeringa, encuentran accesorios para un arma cerca de un pequeño charco de sangre en el exterior de la gasolinera.[5] Se descarta la posibilidad de un robo tan pronto como se descubre que quedaban más de 400 dólares en efectivo en la billetera de Heeringa y que no faltaba dinero en la máquina registradora de la estación. Aproximadamente una hora después, se manda a una unidad canina a registrar el área inmediata, sin encontrar nada.[6]

## Condenados

### Jeffrey Willis
El 20 de septiembre de 2016, Jeffrey Thomas Willis, un extrabajador de una fábrica ya encarcelado en el condado de Muskegon por otros delitos, incluido el homicidio, fue acusado por la Fiscalía del condado por el secuestro y asesinato de Heeringa. Willis había sido un cliente asiduo de la estación donde trabajaba la joven, se asemejaba al boceto hecho por el artista policial del hombre que había sido visto en los alrededores la noche de su desaparición y su monovolumen coincidía con la descripción de los testigos en la escena del crimen y grabado en cámaras de seguridad alejándose a gran velocidad de la gasolinera en ese momento. Sus compañeros de trabajo le dijeron a la policía que esa noche tenía turno pero que nunca llegó, ni se presentó a trabajar en los días posteriores. La policía ejecutó una orden de allanamiento para la casa de Willis y encontró fotos de Heeringa en una carpeta con la etiqueta "VICS" en su ordenador personal. La policía buscó su cuerpo cerca de su casa después de que se avisara el 17 de junio de 2016, pero no encontró nada. La policía había buscado previamente su cuerpo en los alrededores de una cabaña en Mancelona propiedad de un amigo de Willis el 20 de mayo de 2016, pero también fue infructuosa. Poco después de la desaparición de Heeringa, un residente local vio a Willis en la propiedad de Mancelona saliendo del bosque con una pala.
El 13 de diciembre de 2016, un juez del condado de Muskegon dictaminó que Willis sería juzgado por asesinato y secuestro en el caso de Heeringa. El juez decidió que había pruebas suficientes para pedir un juicio después de cuatro días de testimonio durante la audiencia preliminar. El juez Raymond Kostrzewa señaló evidencias como la carpeta en el ordenador de Willis titulada "vics" (posiblemente una abreviatura para víctimas) que según los fiscales incluía una subcarpeta titulada con sus iniciales, fotos de Heeringa y la fecha de su desaparición. También encontraron vídeos pornográficos de necrofilia y asesinatos descargados de Internet, algunos de los cuales eran simulados y otros reales.
El juicio por el asesinato de Heeringa tuvo lugar en mayo de 2018. Después de una hora y media de deliberaciones, el jurado encontró a Willis culpable del secuestro y asesinato de Heeringa el 16 de mayo de 2018. Recibió una condena a cadena perpetua sin libertad condicional un mes después.
El 25 de mayo de 2016, Willis fue acusado del asesinato de Rebekah Sue Bletsch, una corredora de 36 años cuyo cuerpo fue encontrado con tres disparos en la cabeza en una cuneta cerca de su casa en el municipio de Dalton el 29 de junio de 2014. Se encontraron casquillos de bala cerca de su cuerpo que coincidían con una pistola encontrada en el monovolumen de Willis, donde la policía también encontró fotos inquietantes de mujeres atadas y amordazadas, esposas, cadenas, cuerdas y jeringas, incluida una con un líquido identificado más tarde como un sedante. Otra subcarpeta encontrada dentro de la carpeta "vics" en la computadora de Willis contenía imágenes de Bletsch. El juez Kostrzewa negó la fianza de Willis y le ordenó permanecer en la cárcel del condado de Muskegon. La selección del jurado para el juicio por asesinato de Bletsch comenzó el 17 de octubre de 2017. El 2 de noviembre de 2017, Jeffrey Willis fue declarado culpable de asesinato en primer grado por la muerte de Bletsch y del uso de un arma de fuego en la comisión de un delito grave. Fue sentenciado a cadena perpetua sin libertad condicional seis semanas después.
El 9 de marzo de 2018, la Cámara de Representantes de Míchigan aprobó un proyecto de ley que requerirá que los acusados condenados escuchen las declaraciones de impacto de las víctimas en la sentencia, que se inspiró en la negativa de Willis a hacerlo después del juicio de Bletsch. Dicho proyecto fue aprobado por el Senado de Míchigan el 10 de mayo de 2018 y promulgado por el gobernador de Míchigan Rick Snyder el 24 de mayo de 2018.
Willis también fue acusado de otros cargos como el intento de secuestro de una joven de 16 años en Laketon Township el 16 de abril de 2016, cuando se perdió regresando a casa de una fiesta y él le ofreció usar su teléfono móvil si subía a su automóvil. Después de montar, él cerró las puertas del vehículo y alcanzó lo que parecía ser un arma, pero ella logró escapar con heridas leves después de abrir la puerta, saltar y correr hasta una casa cercana. Willis fue acusado de producción y posesión de pornografía infantil después de que la policía encontrase vídeos de dos chicas desnudas que tenían 14 años en ese momento en su ordenador. Vivía al lado de ellas en marzo de 2011 y las grabó sin que ellas lo supieran mientras usaban su baño.

### Kevin Bluhm
El 21 de junio de 2016, el primo de Willis, Kevin Lavern Bluhm, un exguardia de la prisión del Departamento de Correcciones de Míchigan, fue acusado de mentirle a un oficial de policía durante una investigación de un crimen violento después de que diera a la policía información sobre la desaparición de Heeringa que no se hizo pública, pero de la que más tarde acabó retractándose. Fue acusado del mismo delito en relación con el caso Bletsch. Bluhm se declaró culpable de ambos cargos el 26 de agosto de 2016 y luego fue sentenciado a tiempo cumplido.
Bluhm también fue acusado de ser cómplice después del hecho cuando admitió ante los investigadores que vio a Willis con el cuerpo de Heeringa y lo ayudó a enterrarla después de que fuera agredida sexualmente. Bluhm dijo que Willis lo llamó el día después de la desaparición de Heeringa y le dijo que tenía una mujer y había una fiesta. Bluhm le dijo a la policía que vio a Heeringa en el sótano con una herida obvia en la cabeza, boca abajo, con las manos extendidas y atada. Estaba desnuda y no se movía. También le dijo a la policía que sabía que Willis la había estado siguiendo y observando y que la golpeó, dejándola inconsciente para meterla en su vehículo, llevándola a la casa que había sido del abuelo de Willis, a solo siete minutos en coche de la gasolinera, y allí mantener relaciones sexuales con Heeringa, torturándola y usando en ella varios juguetes sexuales. Le dijo a los investigadores que él y Willis envolvieron el cuerpo de Heeringa en una sábana y la llevaron a un área en Sheridan Road cerca de Laketon Road, donde Willis ya había colocado palas y la enterraron en un agujero que ya había cavado. Bluhm fue suspendido sin sueldo de su trabajo como sargento en el Centro Correccional West Shoreline, una prisión estatal en Muskegon Heights.

## Aplicación de la Jessica Heeringa Act
El 9 de diciembre de 2013, se anunció un proyecto de ley de la Cámara de Representantes de Míchigan titulado Jessica Heeringa Act, llamada alternativamente como la Ley Jessica (oficialmente conocida como House Bill 4123). Fue solicitado por los padres de Heeringa, presentado por la representante demócrata Collene Lamonte y la miembro de la comunidad Sharron Pennell y patrocinado por Marcia Hovey-Wright y varios otros miembros de la legislatura de Míchigan. El proyecto de ley requiere que las estaciones de servicio y las tiendas de conveniencia que estén abiertas entre las 23:00 horas de la noche y las 5:00 de la madrugada instalen y mantengan un sistema de cámaras de seguridad o tener al menos dos empleados en el turno durante estas horas. El proyecto de ley establecería una multa civil de no más de 200 dólares por cada violación de esta orden. Los negocios excluidos de la Ley incluían hoteles, bares, restaurantes, farmacias y supermercados o centros comerciales.
A 11 de agosto de 2019, el proyecto de ley no había sido aprobado por la legislatura de Míchigan. Los propietarios de pequeñas empresas estaban preocupados por el costo asociado con la instalación de cámaras de vigilancia o la contratación de personal adicional. En noviembre de 2014, Shelley Heeringa, la madre de Jessica, viajó al Capitolio del Estado de Míchigan, en Lansing, para hablar con los legisladores estatales sobre la ley de Jessica. "Si tienes una hija, una hermana, gracias a Dios que todavía están contigo", dijo Shelly Heeringa. La propietaria de la estación de servicio en la que trabajaba Jessica Heeringa, que no tenía un sistema de cámaras de vigilancia en el momento de su desaparición, posteriormente las instaló.
La víctima del intento de secuestro de 2016 describió su experiencia de escapar de Willis en un episodio de 2022 de I Survived a Serial Killer de A&E Network.